# Arda

La paraula «Arda» escrita en Tengwar

Arda és el món on hi succeeixen els esdeveniments de quasi tota l'obra de ficció de Tolkien.

## Geografia
Arda inclou els continents de la Terra Mitjana i Aman a més dels oceans que els separen. És una part d'Eä, el món i tot el que es troba en ell.

## Història
Arda fou creada, juntament amb la resta d'Eä, amb la música dels Ainur pels fills d'Ilúvatar (és a dir, elfs i humans). Originalment era un món pla, els continents estaven rodejats per un gran oceà, Ekkaia o Mar Circumdant, i separats per Belegaer, anomenat el Gran Mar. Durant la primera edat, l'àrea nord i oest de la Terra Mitjana fou ocupada pel país de Beleríand, però fou destruït durant la Guerra de la Còlera.
Durant la Segona Edat, Númenor fou aixecat en el Gran Mar per als Edain. Aquesta illa existí durant la major part de la Segona Edat, però fou destruïda com a resultat de l'orgull dels habitants en el desafiament de la Prohibició dels Vàlar de navegar cap Aman a l'oest.
Després de la destrucció de Númenor, Arda fou arrodonida. Aman fou treta del món, i només podrien arribar-hi els elfs, seguint el camí recte que els fou concedit. Al mateix temps, noves terres i continents es van crear. Al sud de la Terra Mitjana la Terra Obscura i a l'est Romenor, la terra del sol.
Poc de temps abans de la caiguda de Númenor, un petit grup d'homes (liderats per Elendil, i els seus fills Isildur i Anárion), escapà de la destrucció imminent i s'assentaren a l'oest de la Terra Mitjana, formant així els regnes de Góndor (a prop de Mórdor, el regne de Sàuron) i Arnor (a prop dels Regnes Elfs de les Rades Grises (Mithlond) i Rivendell). Aquests regnes d'elfs i humans lluitaren contra la maldat de Sàuron durant tota la Tercera Edat.
La fi de la Tercera Edat va succeir degut a la caiguda de Sàuron i la destrucció de l'Anell a mans dels hòbbits Frodo Saquet i Samseny Gamgí, i a mans de les forces de Góndor i Ròhan, comandats per Àragorn, integrant de La Germandat de l'Anell. La Quarta Edat començà amb gran esperança per part dels dúnedain, que veien Àragorn com el fundador de l'Era dels homes.
Amb el pas del temps, Arda arribaria a ser el planeta Terra tal com el coneixem avui en dia. J.R.R.Tolkien diu en una de les seves cartes que Arda és la Terra, ubicada en un temps fictici.

## Períodes històrics
1. Creació d'Arda
2. Dies de les llànties
3. Edats dels Arbres
  1. Temps de l'Obscuritat
  2. Temps de les Estrelles
4. Edats del Sol
  1. Primera Edat
  2. Segona Edat
  3. Tercera edat del sol
  4. Quarta Edat

## Races
1. Elfs
2. Humans
3. Ents (i Ucorns)
4. Huargs
5. Orcs
6. Trolls
7. Hòbbit
8. Nans
9. Istari
10. Maiar
11. Vàlar
12. Nazgûl

## Geografia
1. Aman
2. Beleríand
3. Terra Mitjana